# 龍潭南天宮

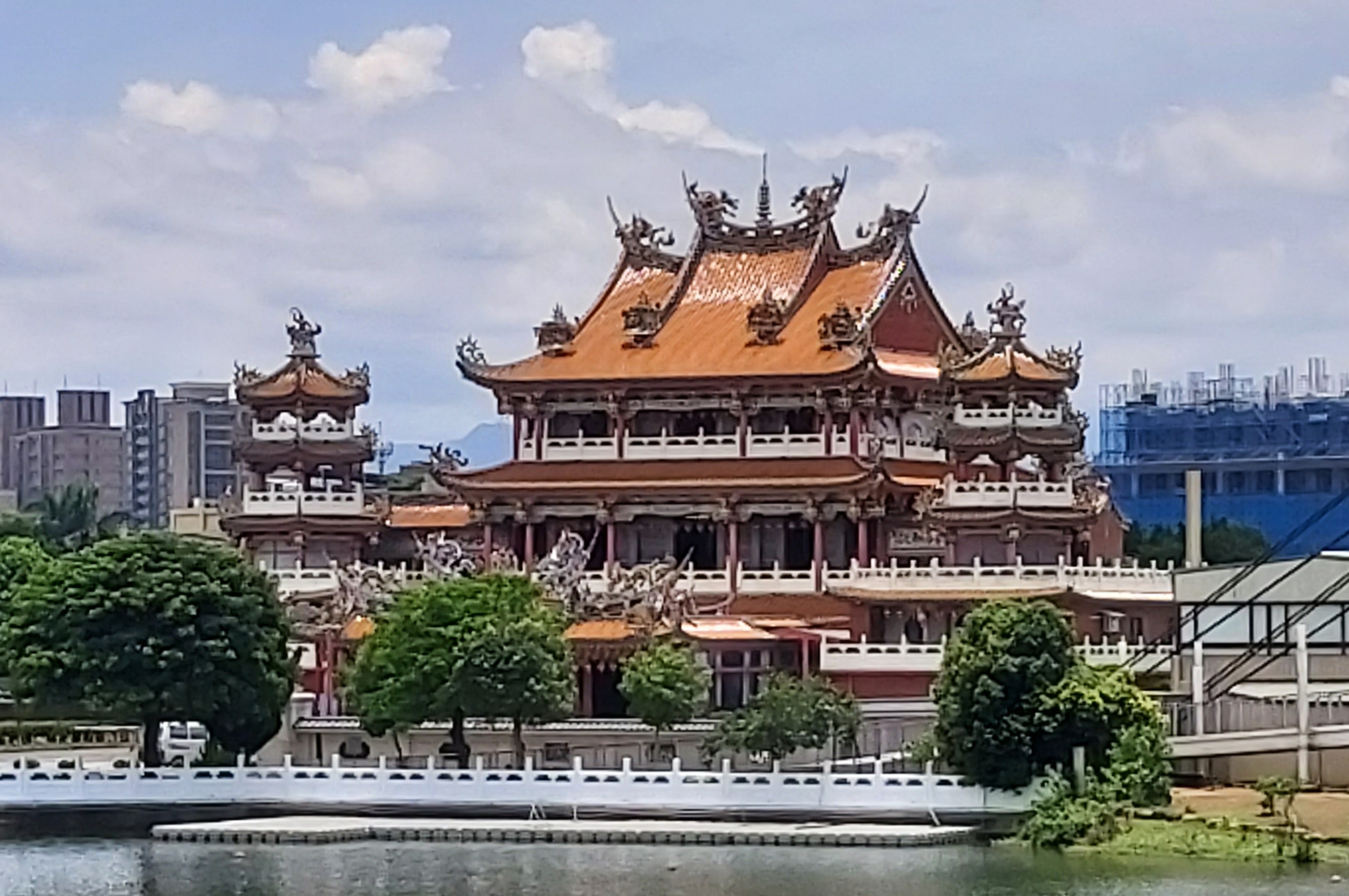
自龍潭大池遠眺龍潭南天宮

龍潭南天宮是臺灣桃園市龍潭區的廟宇，創建於1972年，位於龍潭大池潭中的人工島上，為一座儒、佛、道三教合一的廟宇；並為龍潭區境內最大的廟宇，宮中奉祀武聖關公、觀世音菩薩與玉皇大帝。因位在池中的廟宇清幽與世俗隔絕，像是仙界中南天門聖地一般，故取名為「南天宮」。南天宮有檻聯云曰：「南面極尊崇萬姓罄香朝帝闕；天心多眷顧十力善信詣龍潭」。

## 沿革

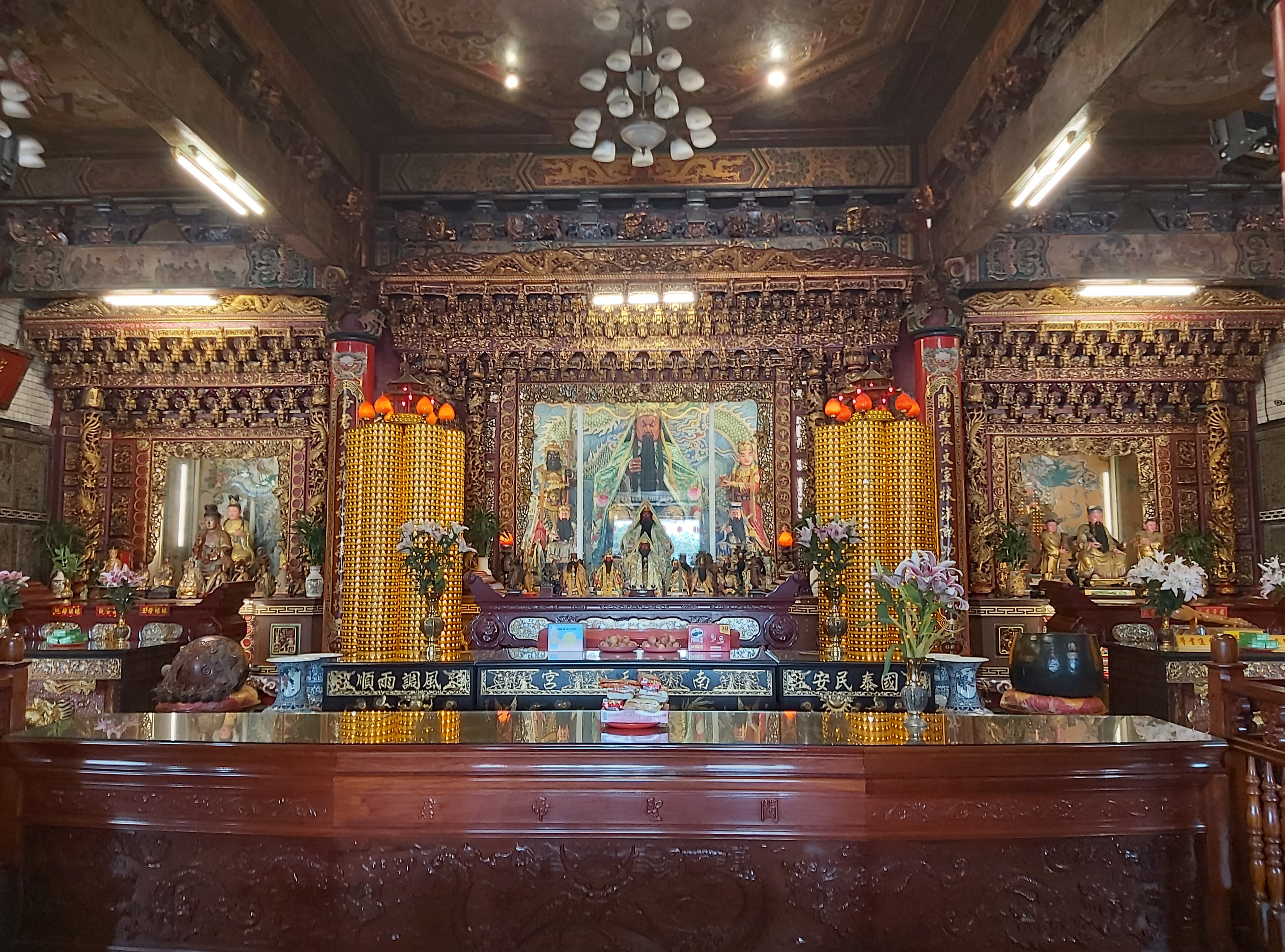
正殿關聖帝君

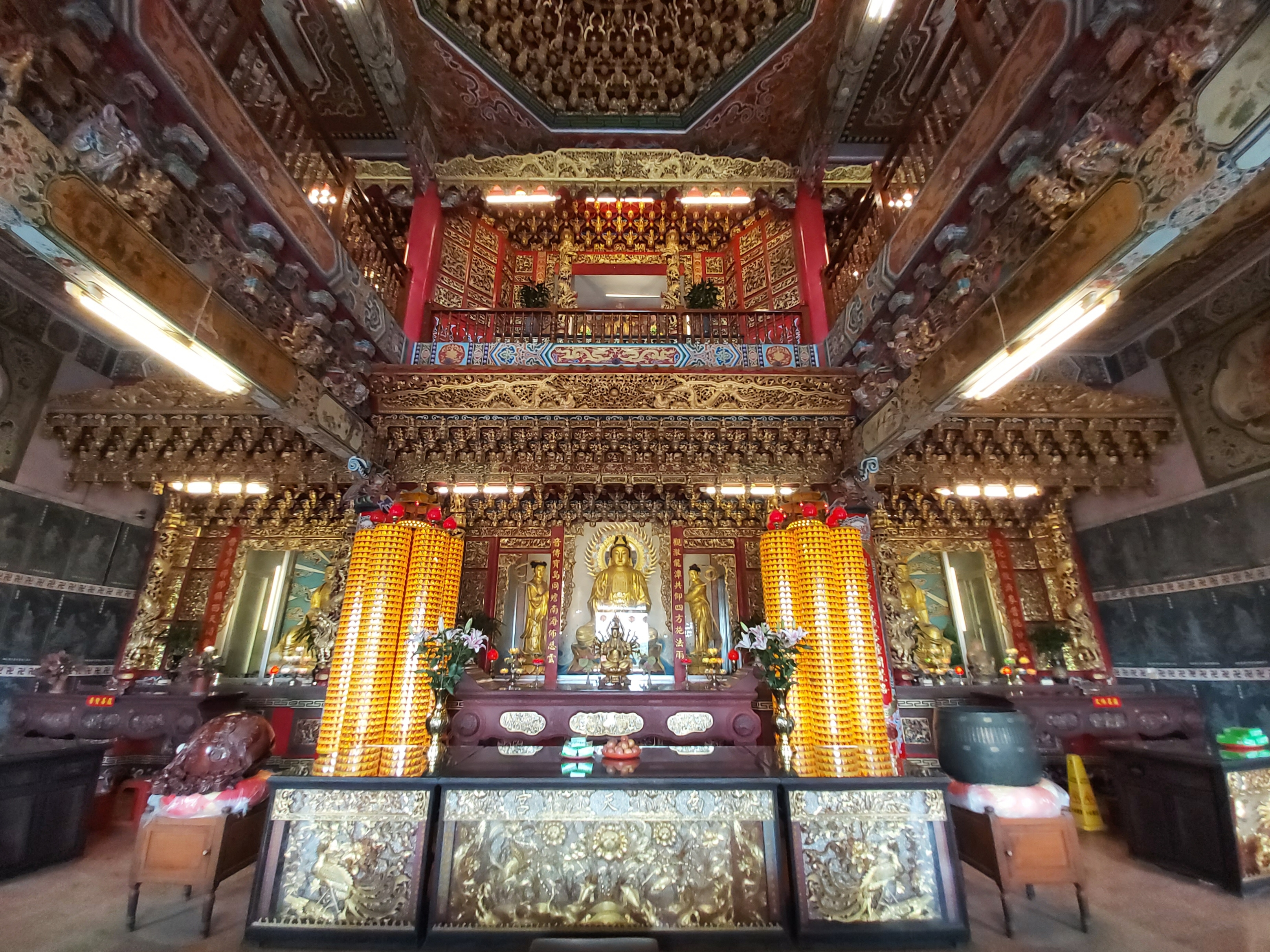
觀音殿、凌霄寶殿仰視

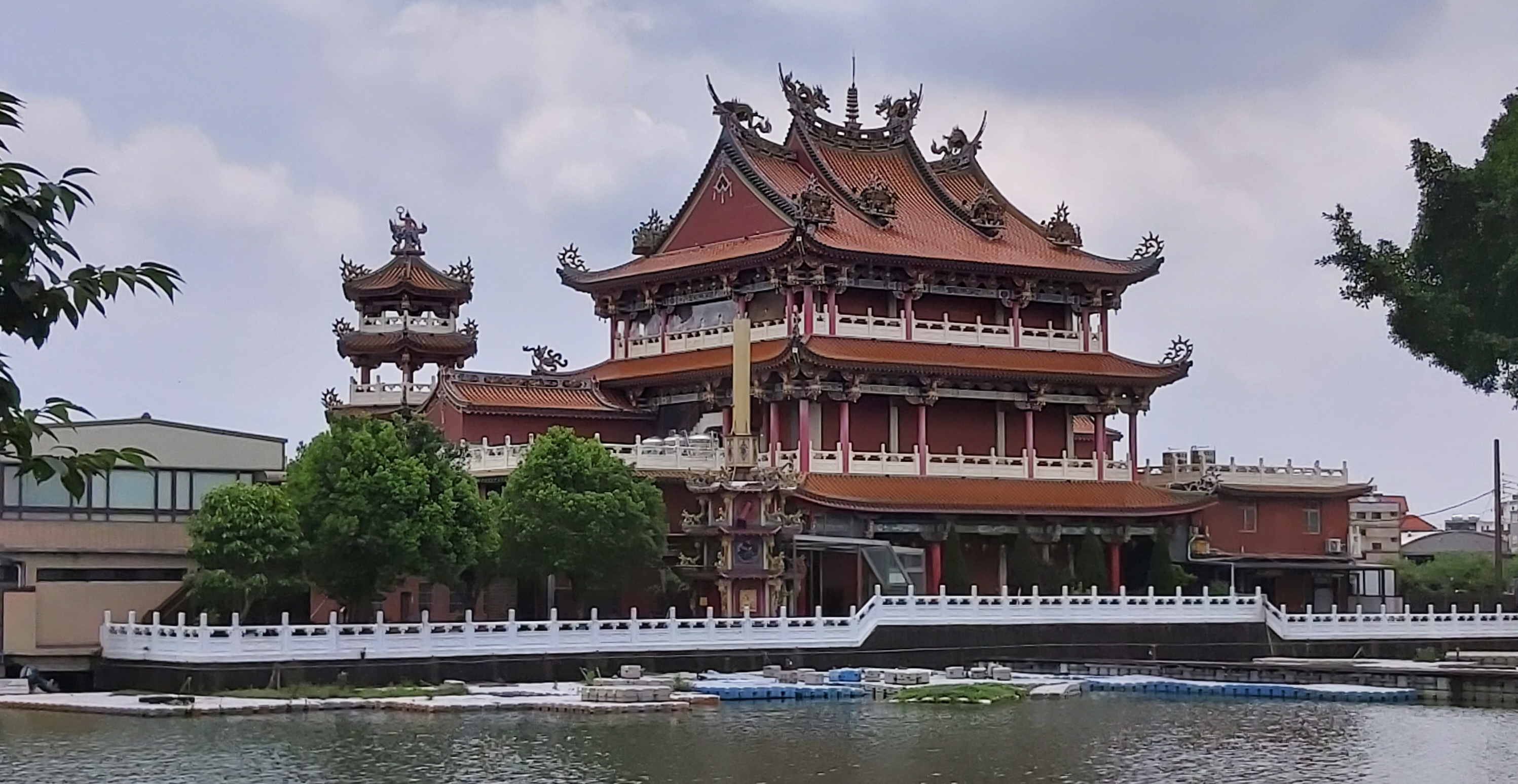
背面暨位於後側的環保金爐

1971年，在地鄉民為改善社會風氣以淨化人心，同時開發地方觀光事業，發起在龍潭觀光大池中的人工島上籌建廟宇。發起人邱阿順召集地方人士組織籌建會，公推曾金福為名譽主委、邱阿順為主任委員，李蓋日、游金華、徐秀枝等三位為副主任委員，李春傭、羅純訓、張順谷、邱阿水、鐘毓英、葉發火等為常務委員，並由鍾毓英、葉發煌、葉發火、張興分別為觀光、採購、總務、財務之負責人，於同年8月18日向龍潭鄉公所提出建廟申請、25日向石門農田水利會提出申請。1972年2月12日，臺灣省政府核准立廟，於該年6月28日正式動土興建，歷經三十餘年逐步完成各項建設形成現今規模。1974年，由地方仕紳、信眾耗資新臺幣180萬歷時9個月時間興建的九曲橋「忠義橋」竣工，長約150公尺、寬約2公尺，供遊人進出入廟宇。1983年10月，南天宮協辦全臺省首屆客家人民俗文化活動。

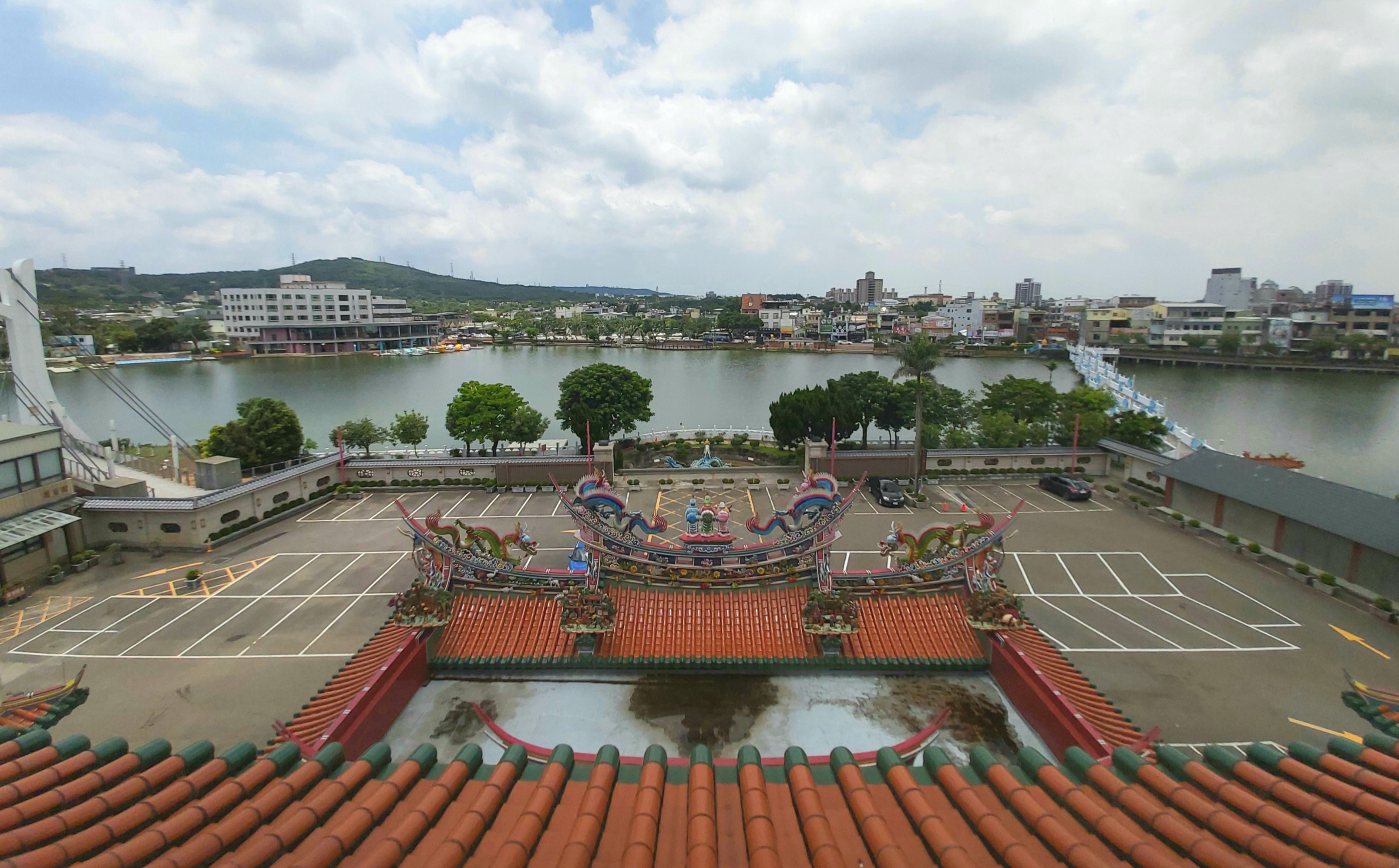
前側景觀
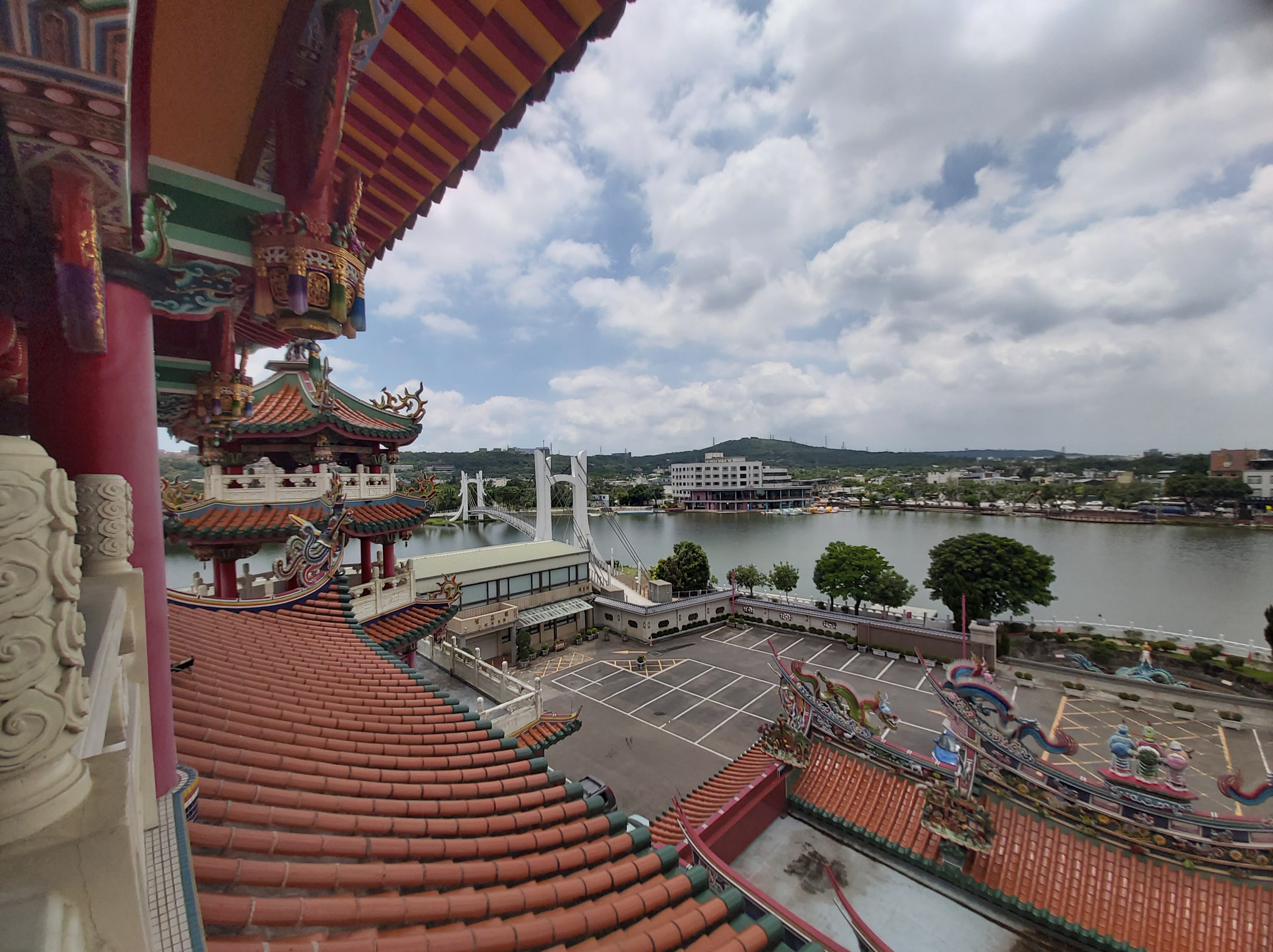
左前側景觀
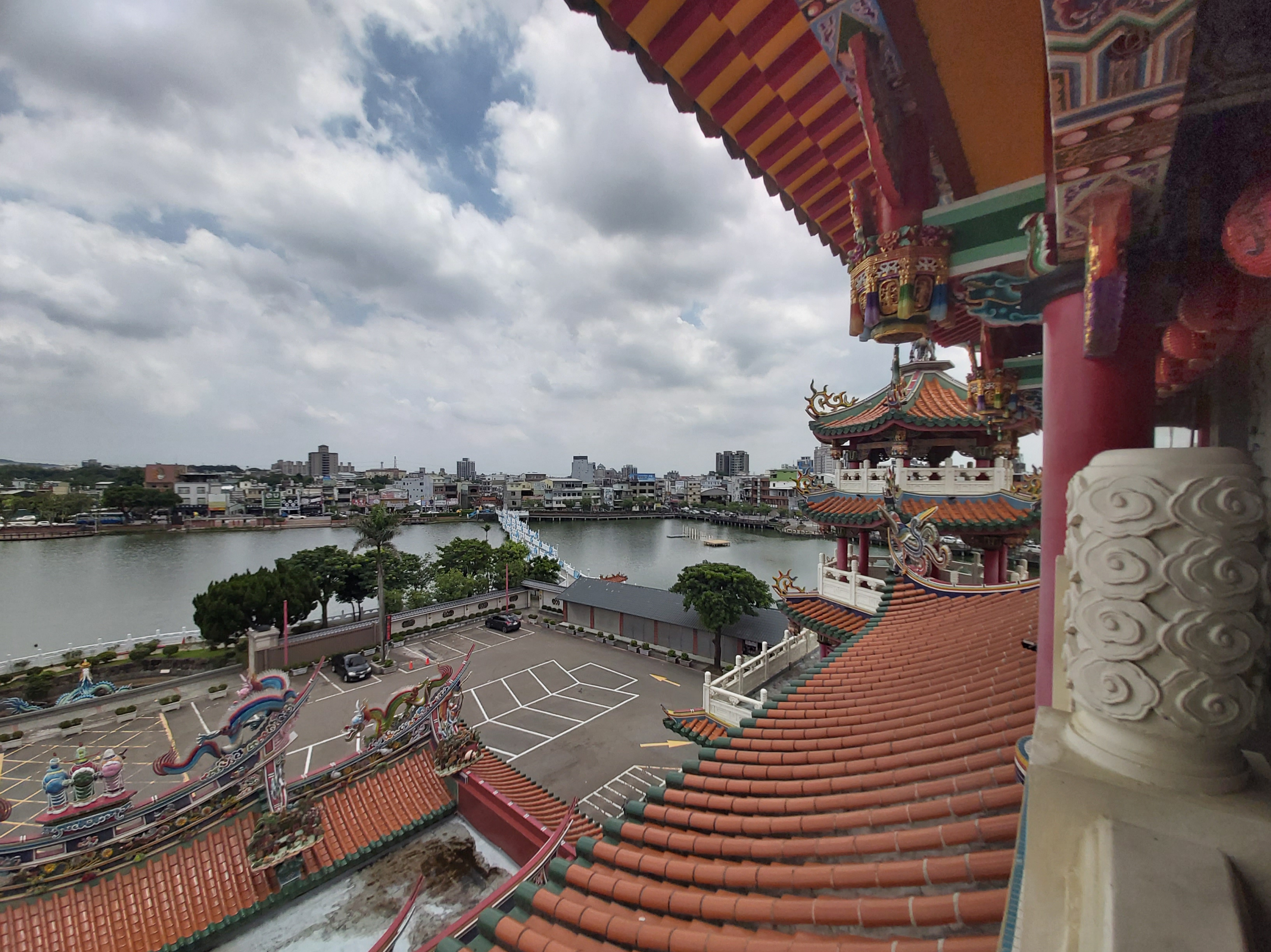
右前側景觀

## 建築設計

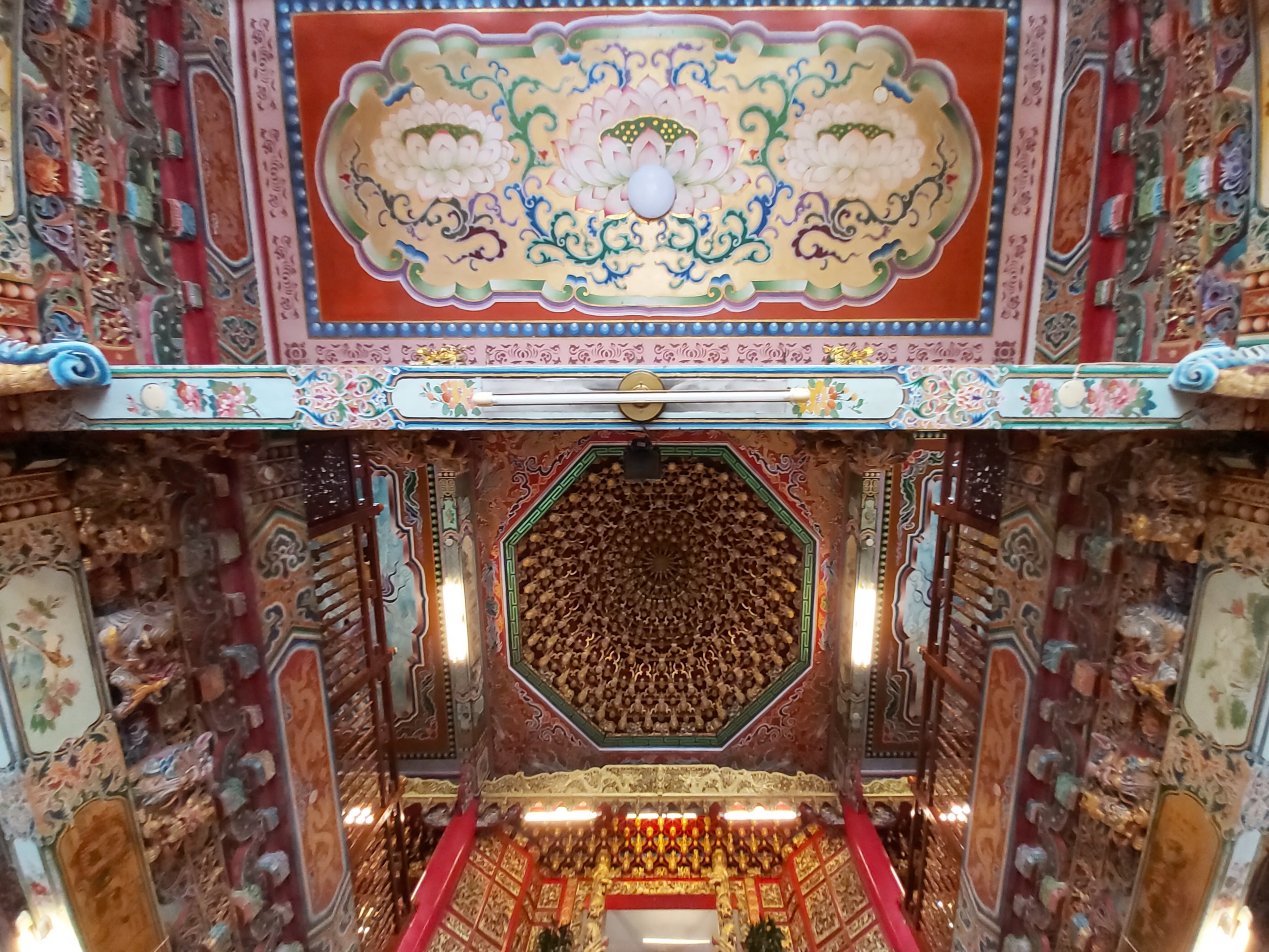
藻井

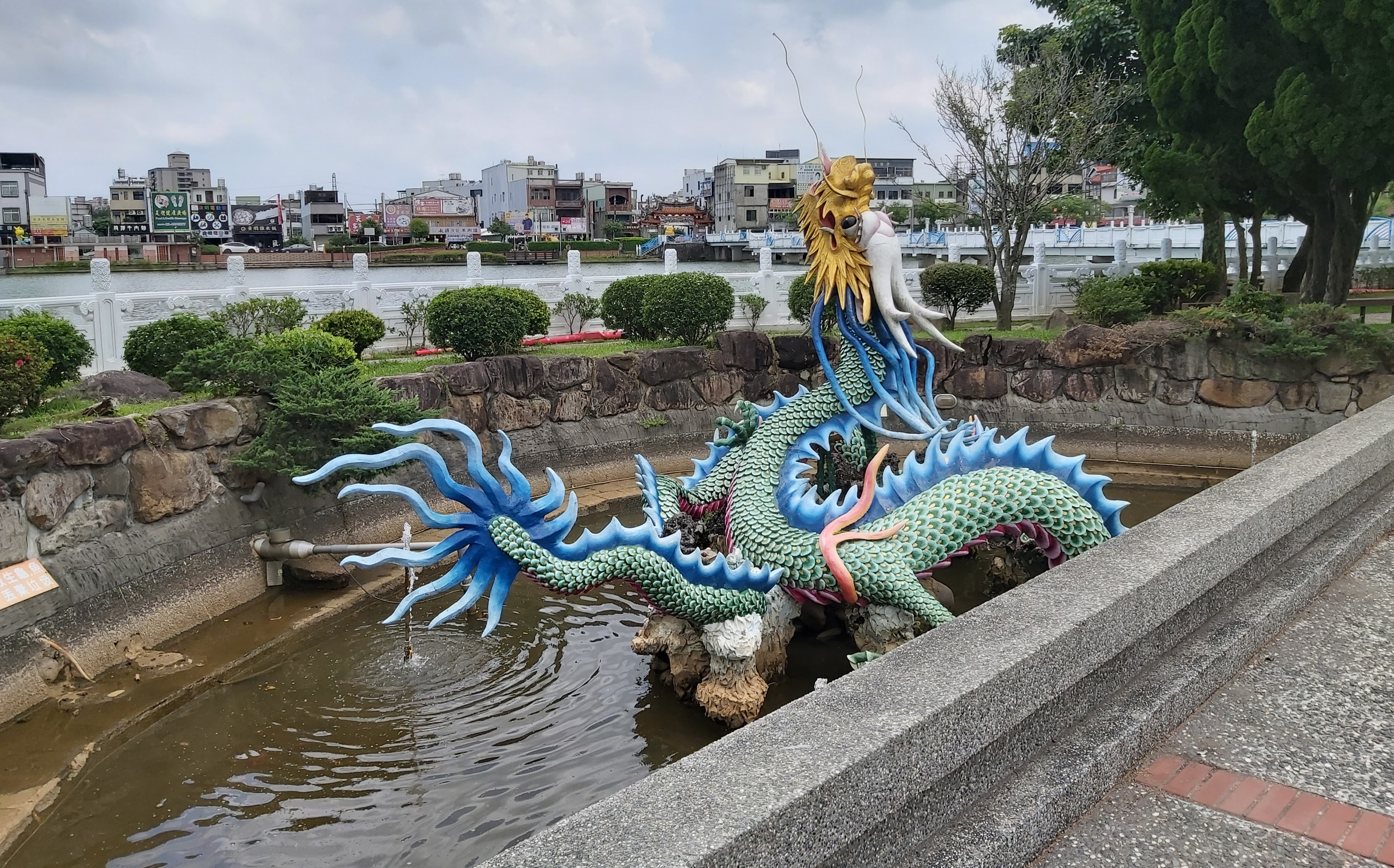
龍頭噴泉

龍潭南天宮建築為重簷歇山式屋頂，鐘、鼓樓分立於廟體兩側。拜殿前立有一對麒麟與一對石獅，三川門前築有兩對龍柱。前側有一半圓型龍頭噴泉，兩側各有長廊。

## 祀神

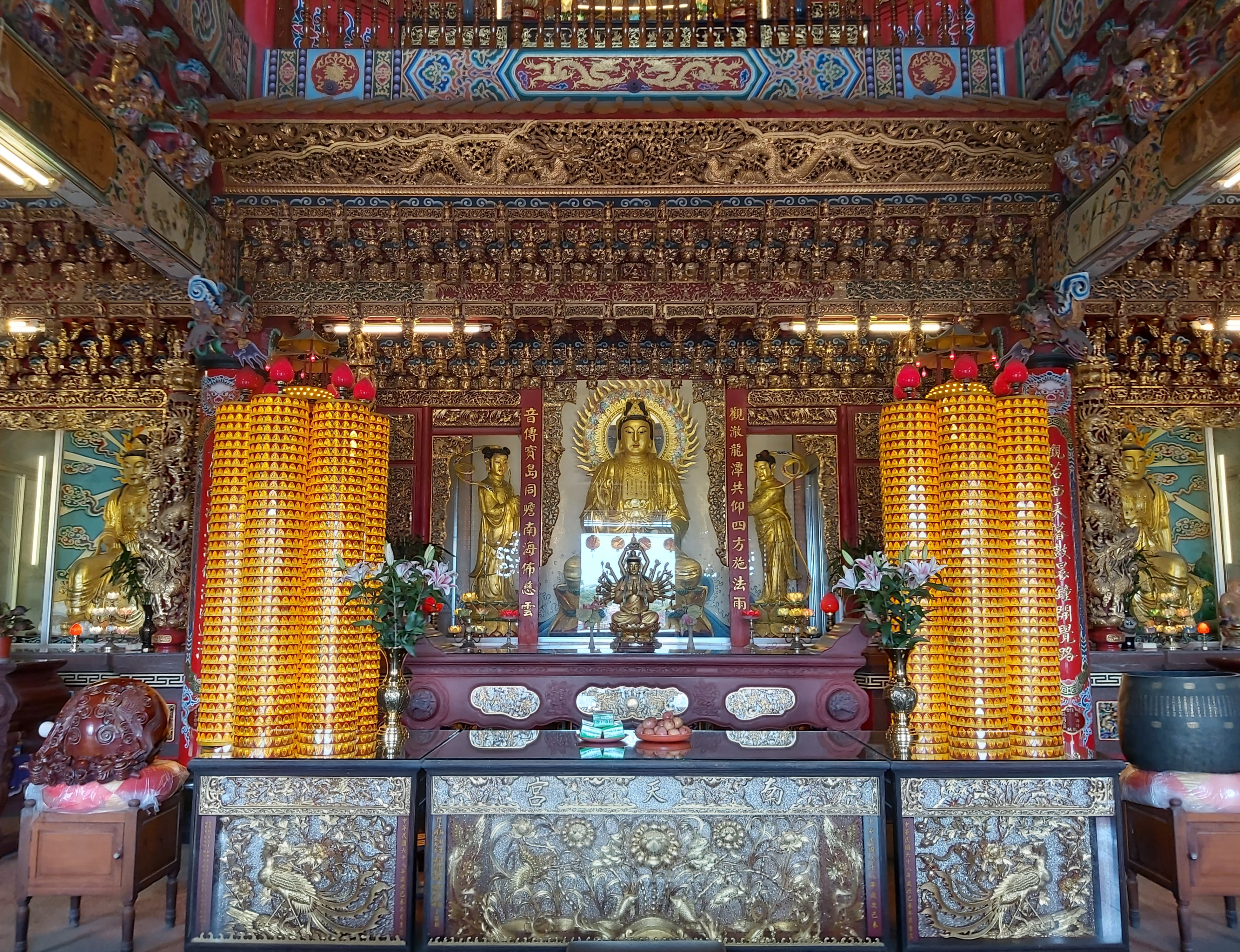
觀世音菩薩
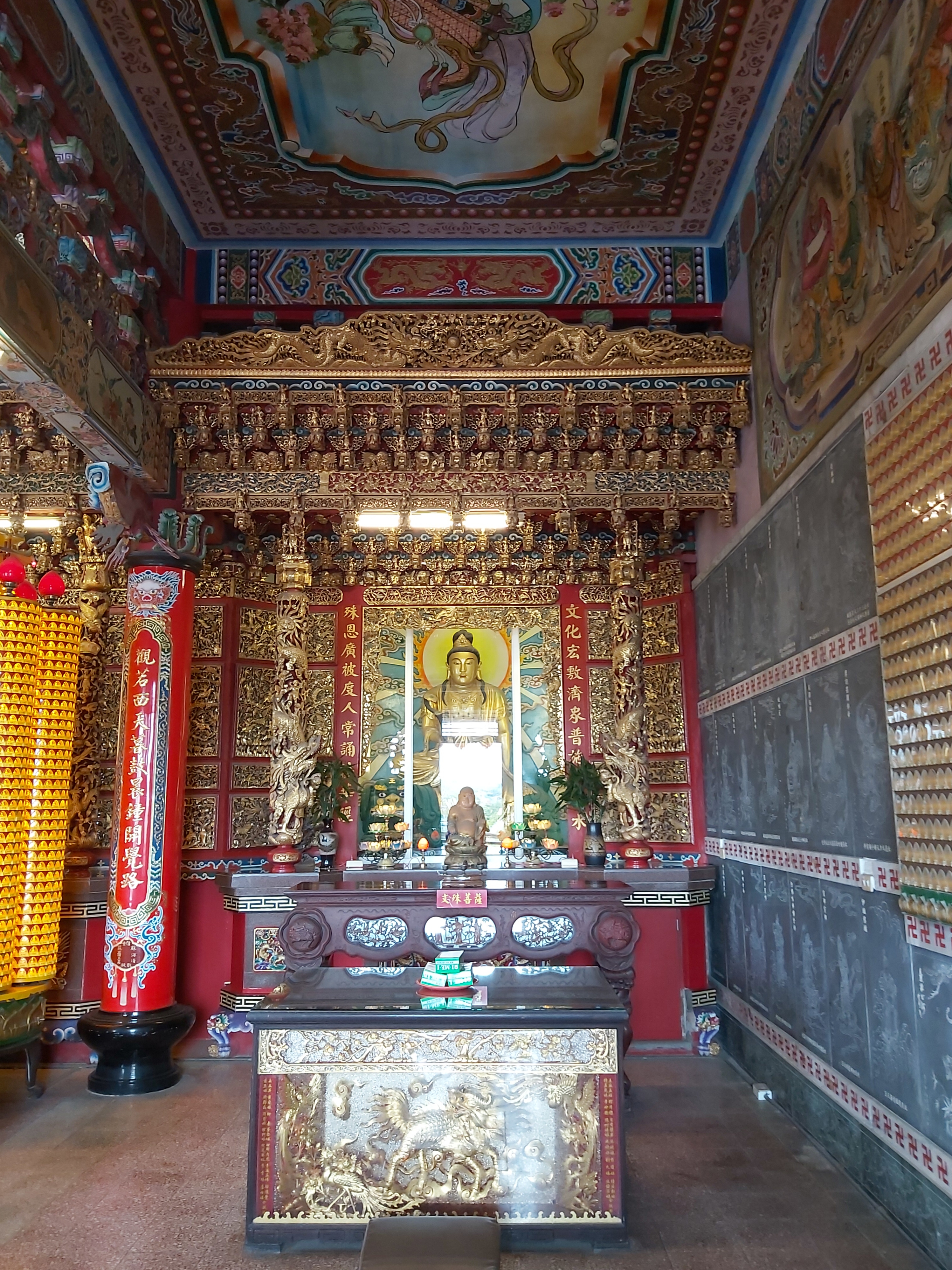
文殊菩薩
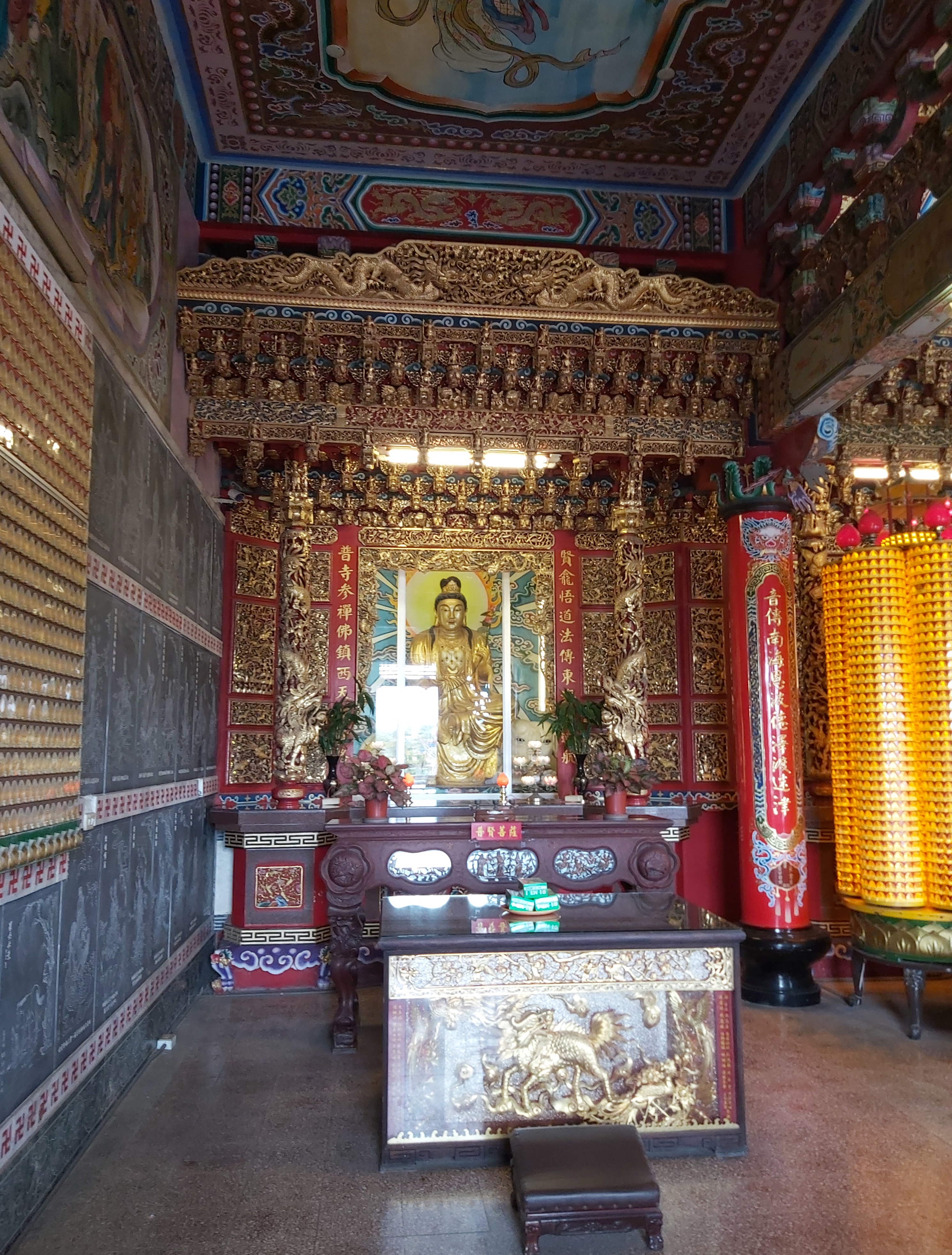
普賢菩薩

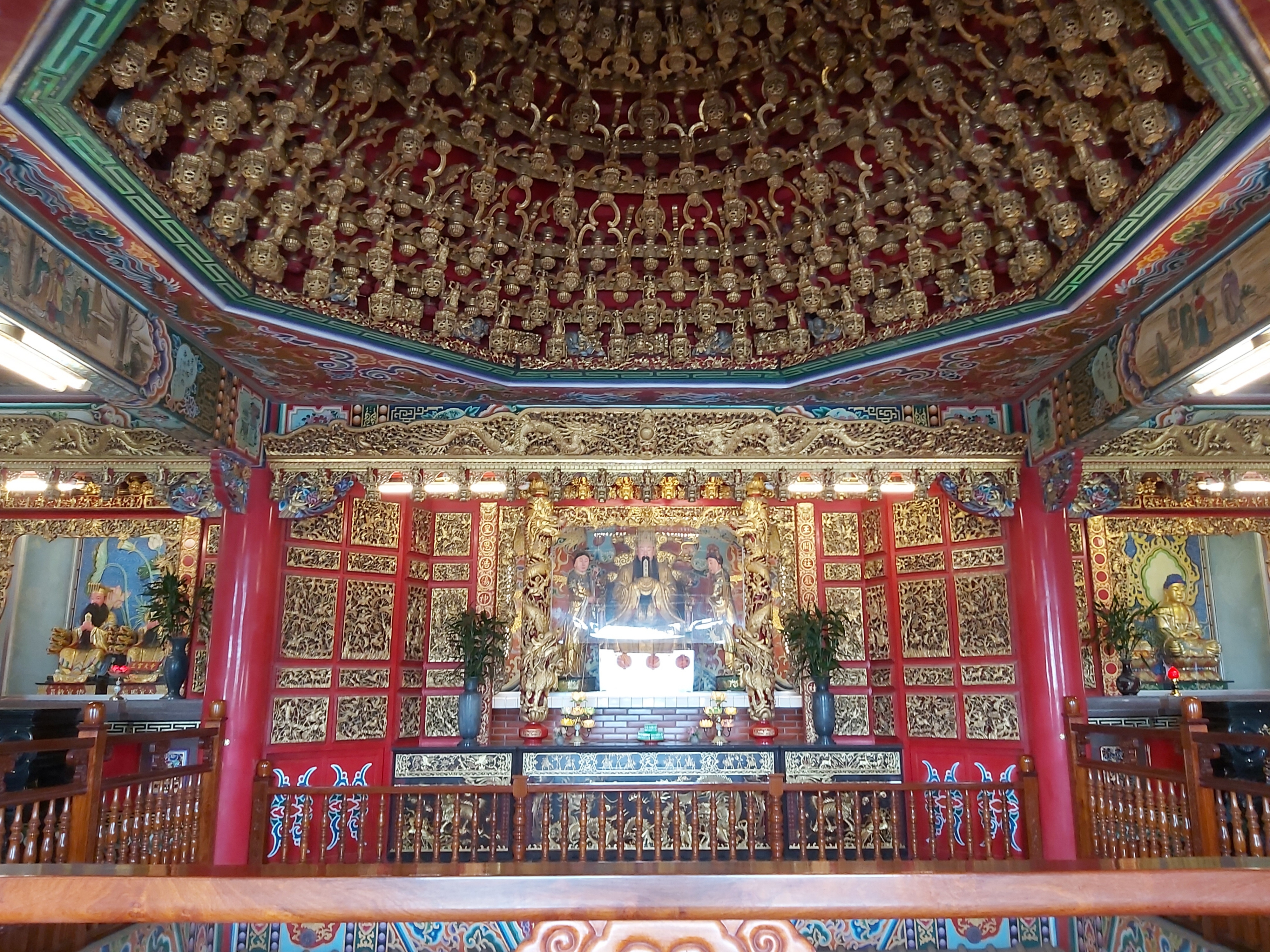
玉皇大帝
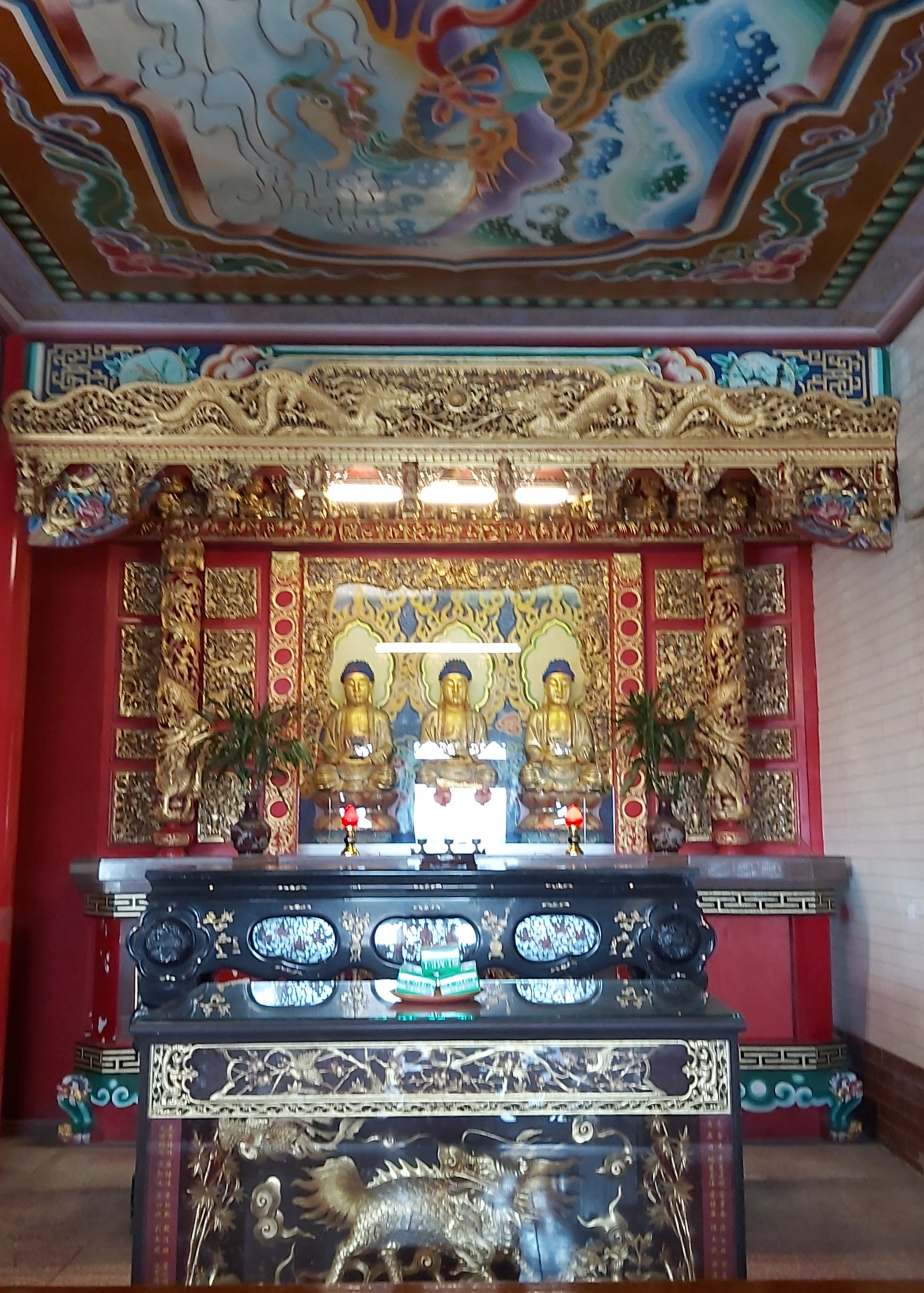
三寶佛
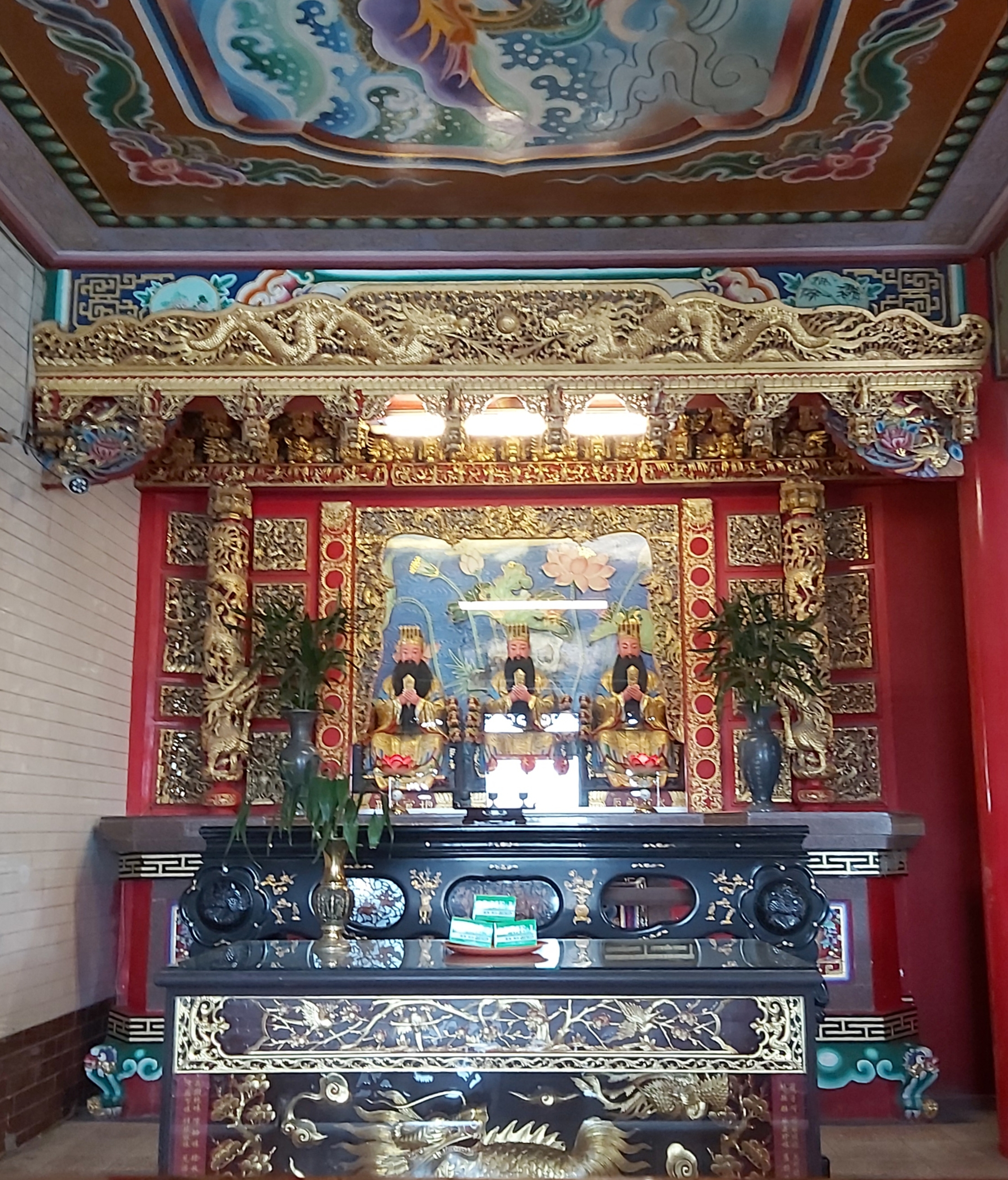
三官大帝

- 一樓：主神關聖帝君、文昌帝君、王母娘娘、地母娘娘、五路財神、六十太歲、斗姥星君、月老星君。

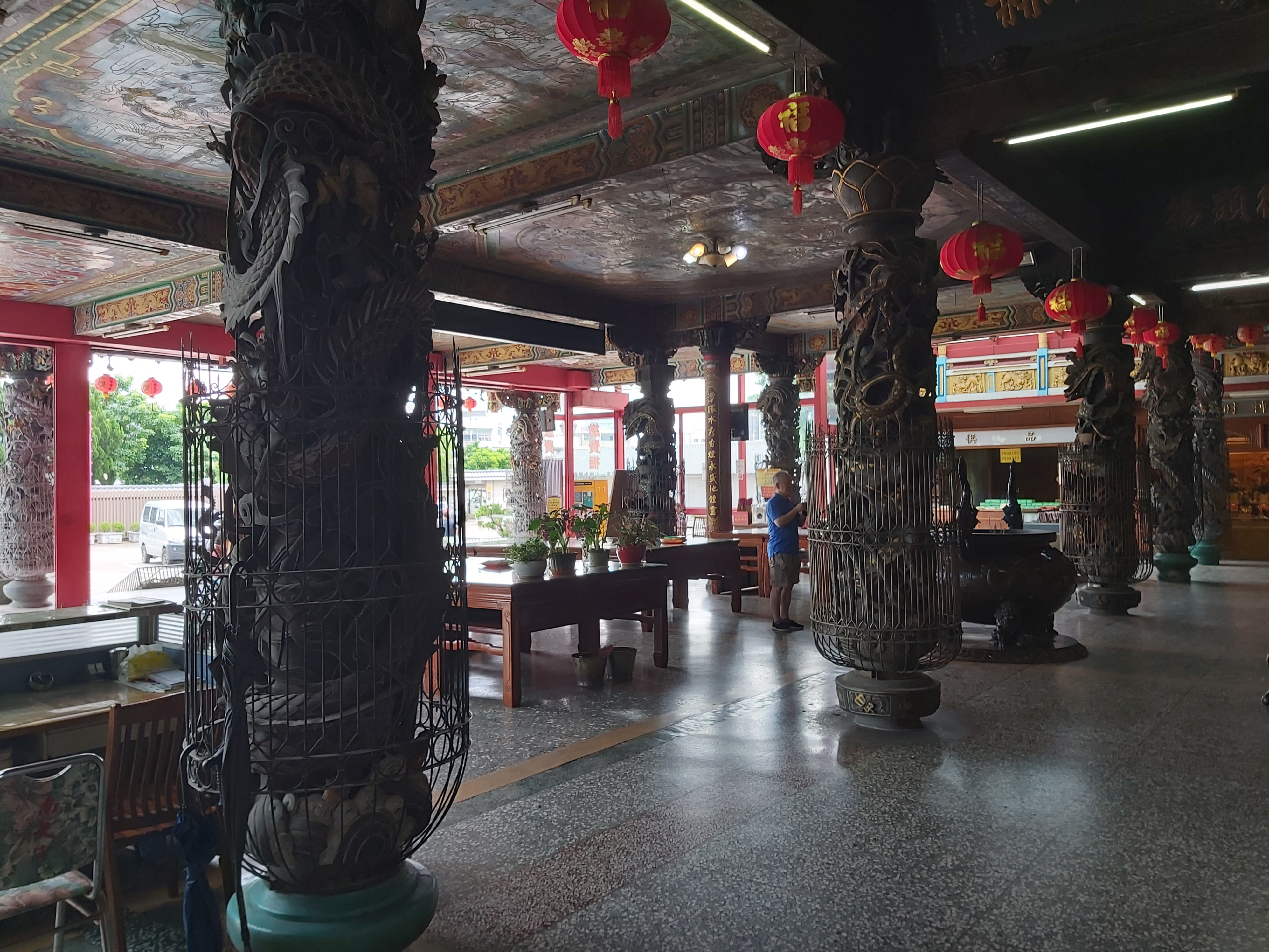
拜殿
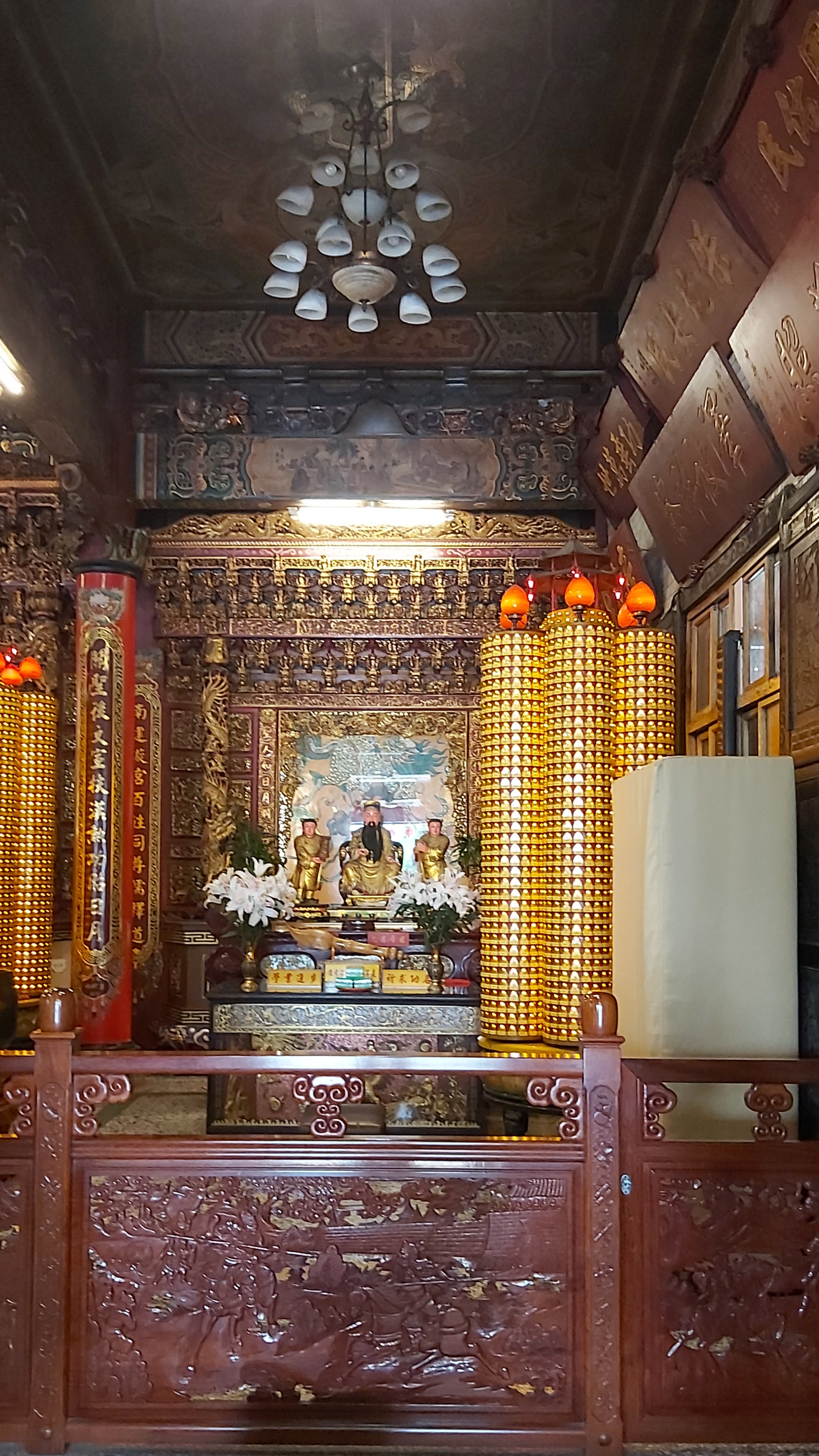
文昌帝君
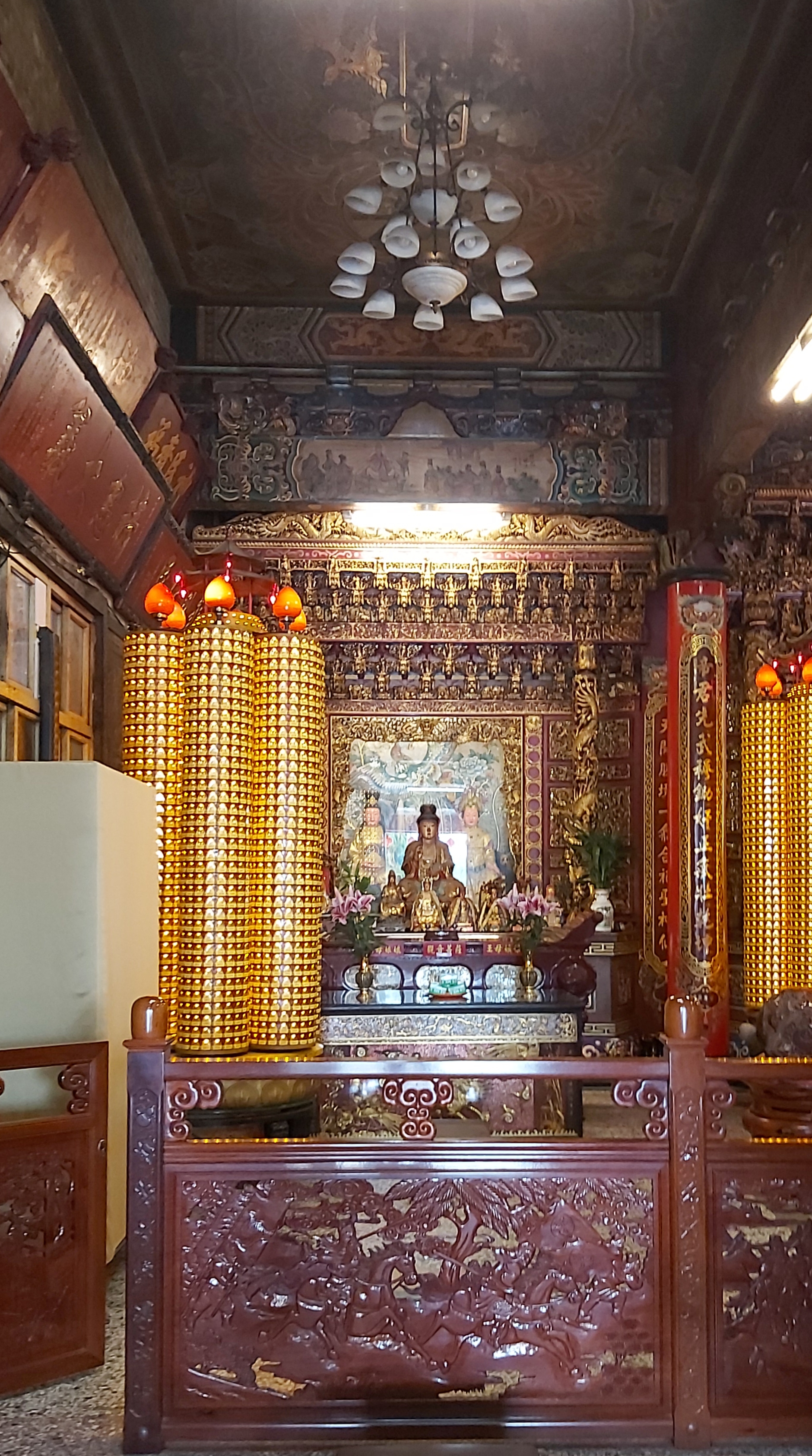
觀音菩薩、王母娘娘、地母娘娘

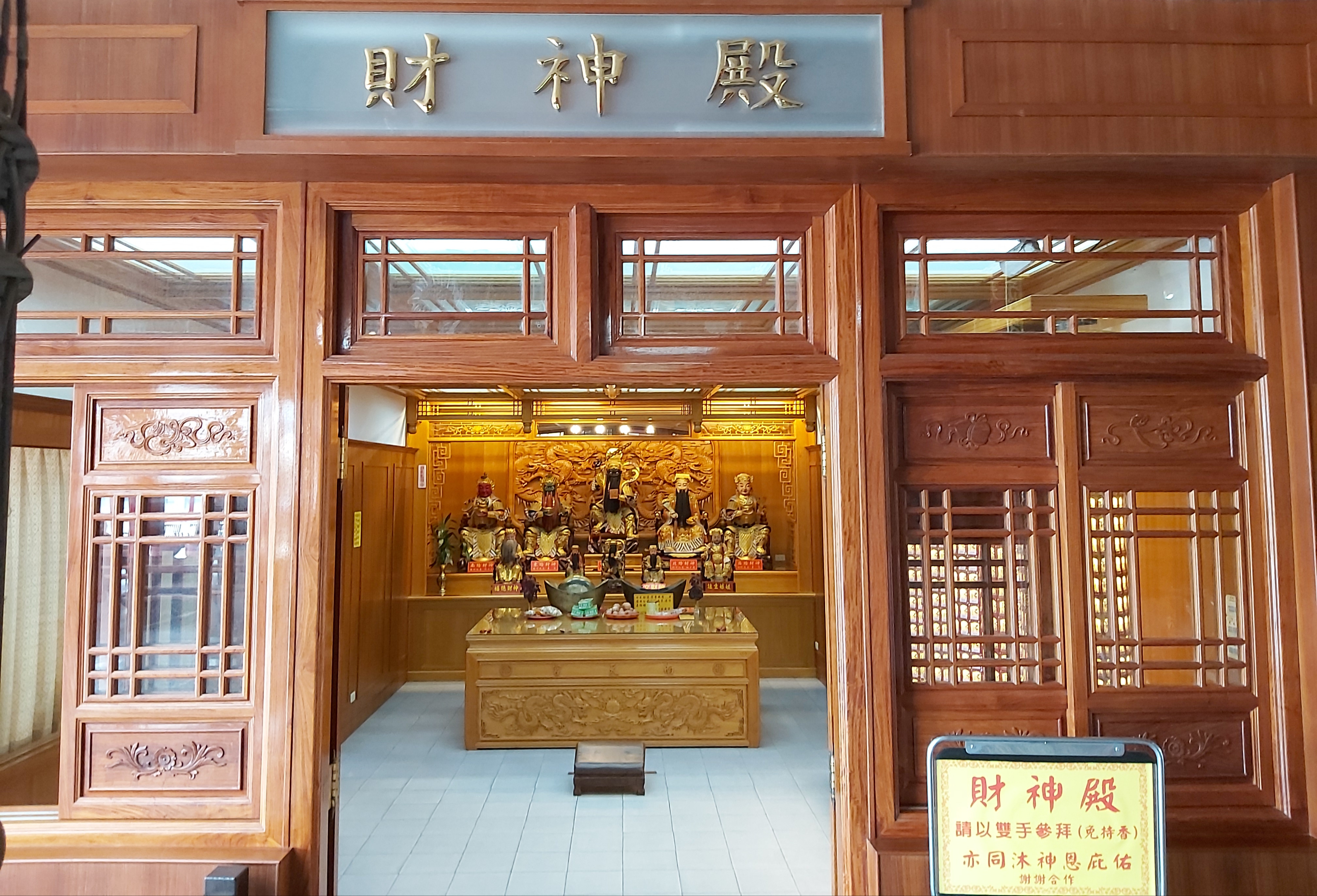
財神殿
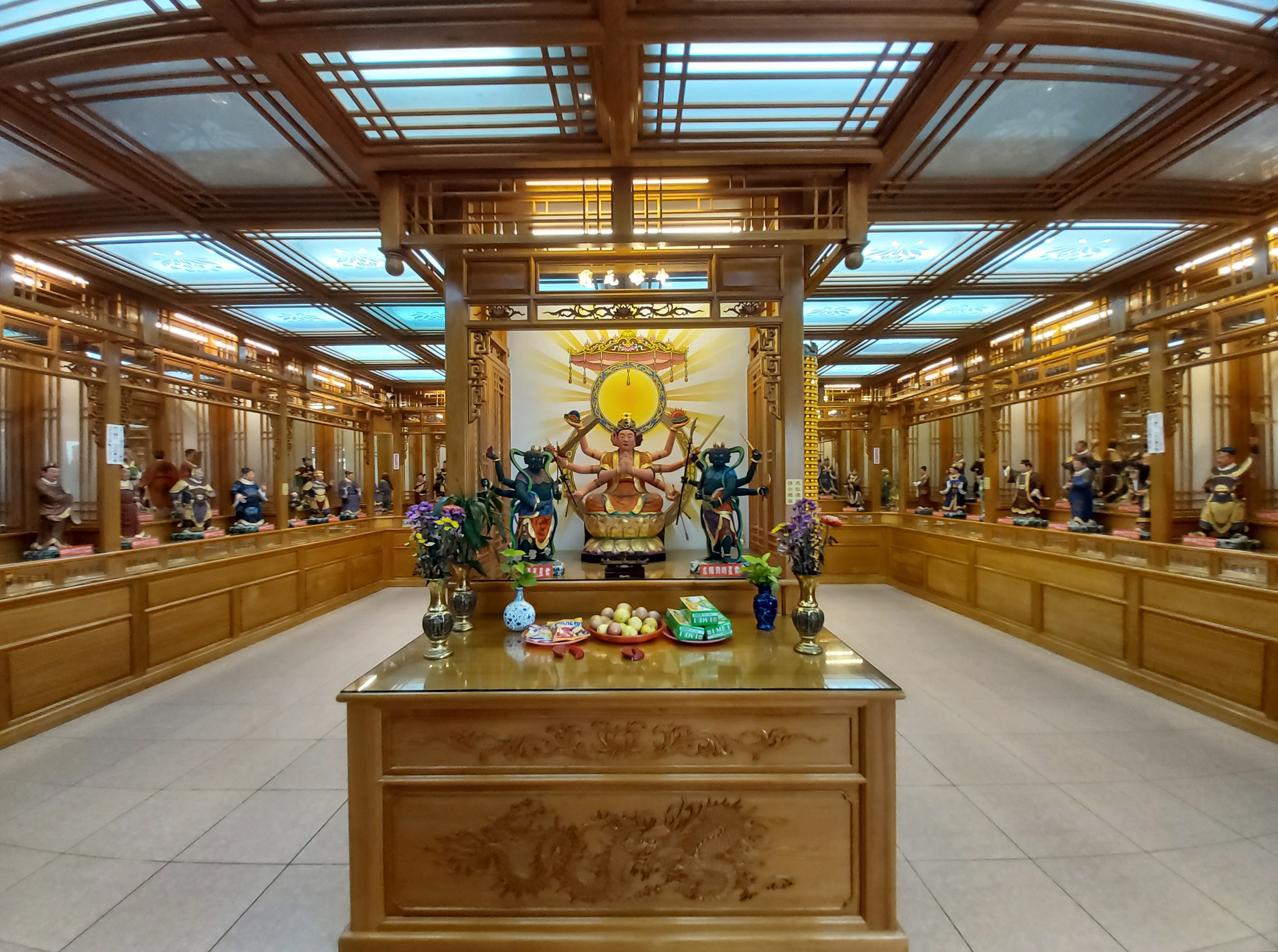
斗姥太歲殿
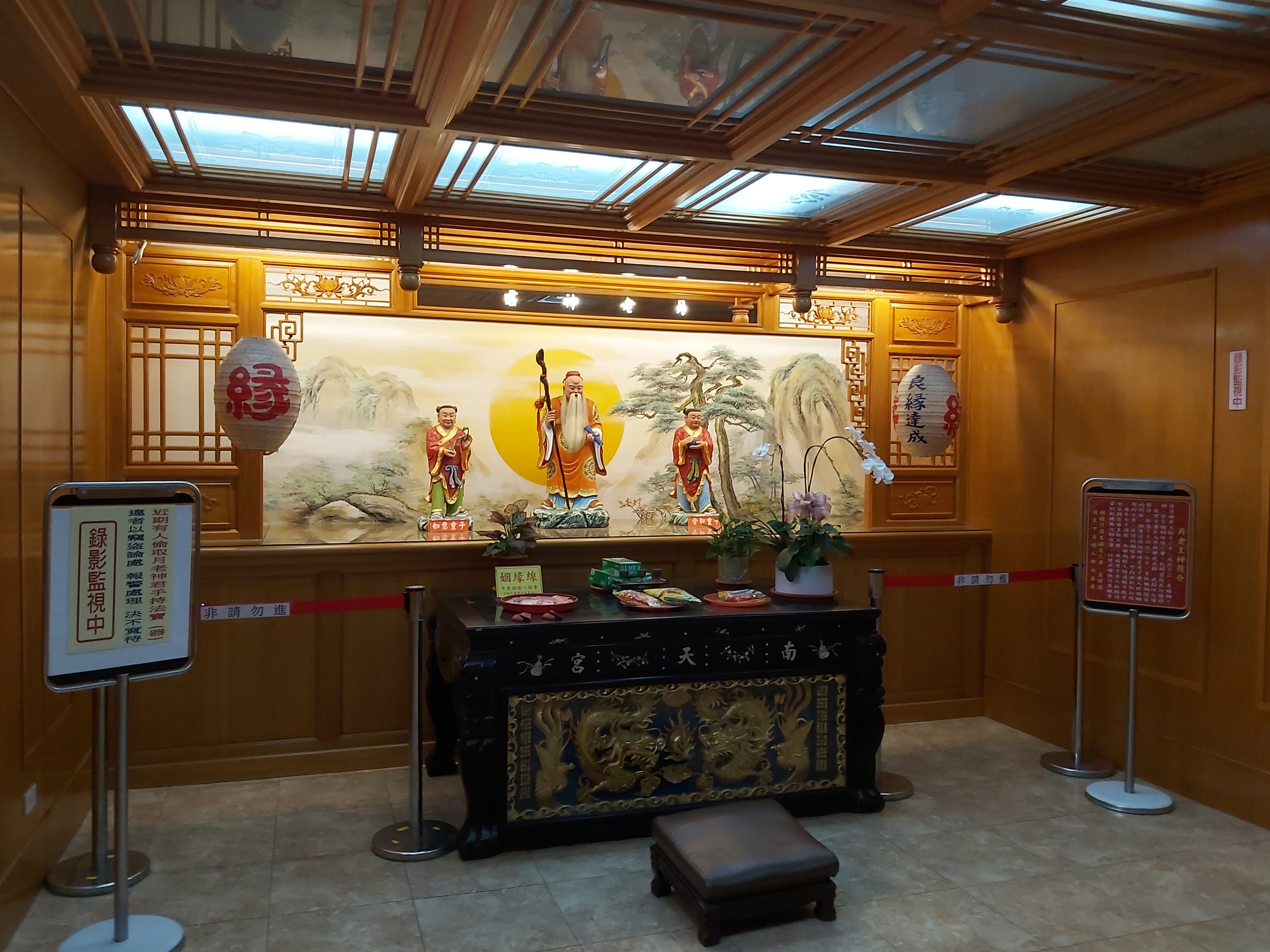
月老殿

- 二樓：觀世音菩薩、文殊菩薩、普賢菩薩。

- 觀世音菩薩
- 文殊菩薩
- 普賢菩薩

- 三樓：玉皇大帝、三寶佛、三官大帝。

- 玉皇大帝
- 三寶佛
- 三官大帝

## 外部連結
- 龍潭南天宮 台灣寺廟網 （页面存档备份，存于）